# Anadol

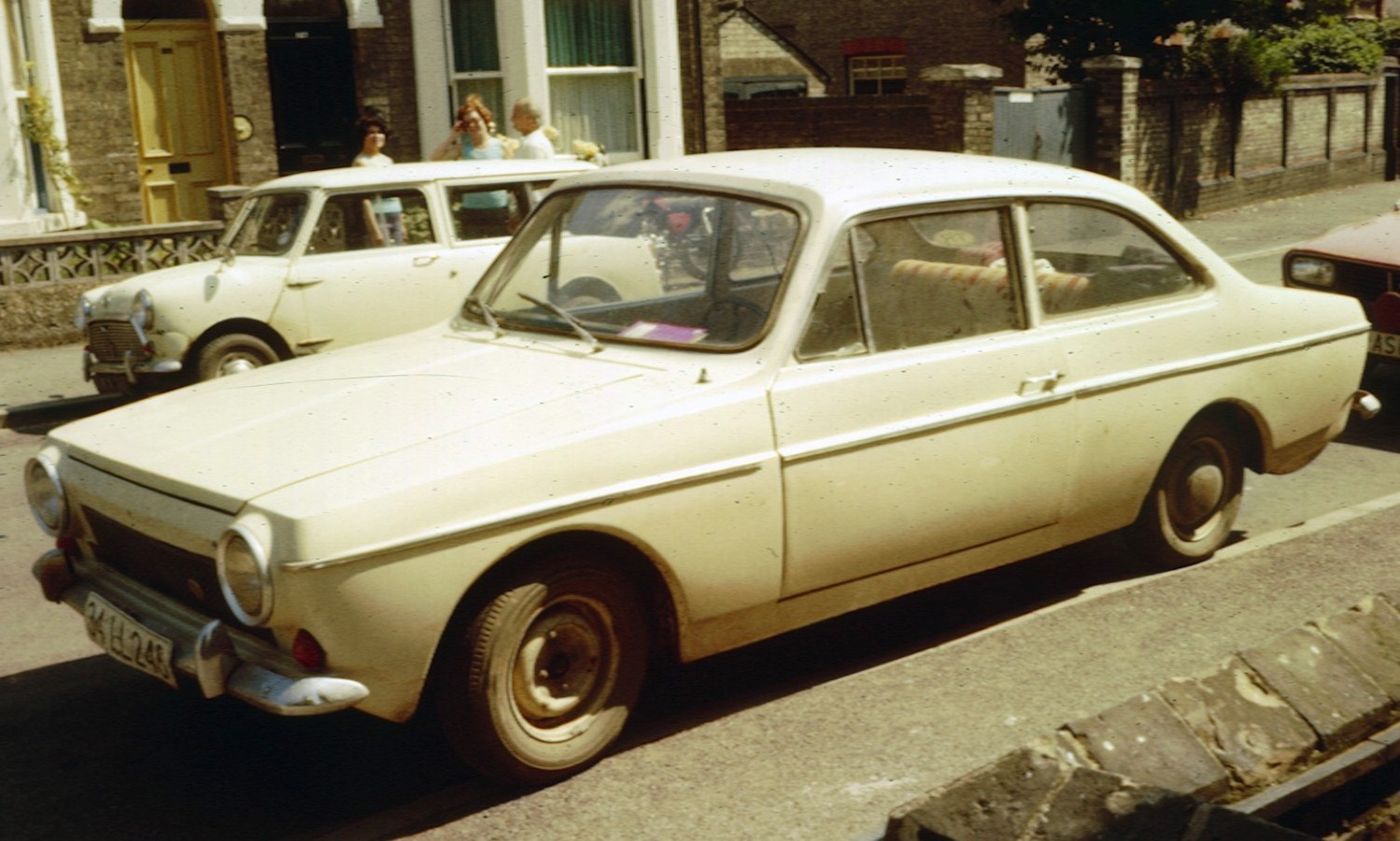
Anadol A 1

De Anadol was een Turks automerk, gebouwd door de Otosan-fabriek.

## Geschiedenis
Reliant en Ogle Design ontwierpen het eerste model, de A 1 die verscheen in 1966 en op 7 december 1966 in serieproductie ging. Dit was een tweedeurs sedan, Het was de bedoeling dat de Anadol zo veel mogelijk in Turkije werd gebouwd. Aanvankelijk leverde Turkije de helft van de onderdelen, maar het Turkse aandeel in de productie zou steeds groter worden.
De carrosserie was gemaakt van glasvezelversterkte kunststof. Een viercilinder motor van de Ford Anglia Super met een cilinderinhoud van 1198 cc zorgde voor de aandrijving. Vanaf 1969 werd een 1300 cc Ford-motor gemonteerd. Vanaf 1974 was een motor met 1600 cc beschikbaar. Een coupé en een stationwagen completeerden het assortiment, de Anadol Böcek was een strandauto.
Tot november 1970 waren 10.000 voertuigen geproduceerd. In die tijd bedroeg de jaarlijkse productie ongeveer 5000 voertuigen. De productiecijfers daalden, zo werden in 1982 slechts 407 voertuigen gemaakt. In 1986 eindigde de Anadol-productie, de Otosan Ford Taunus 1.6 was de opvolger.

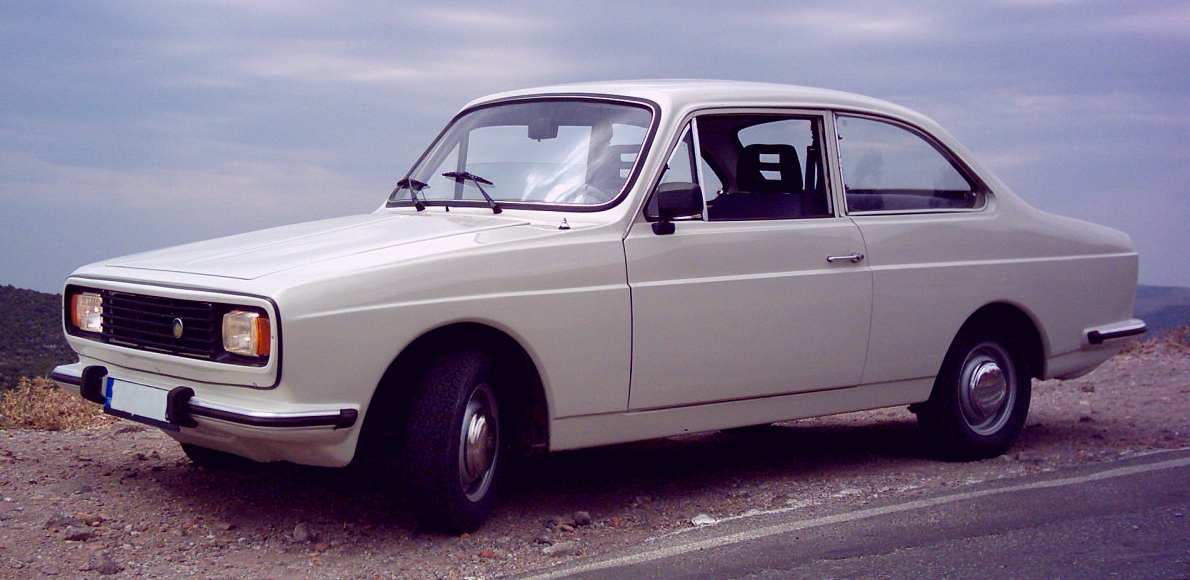
Anadol A 1 (1974, 2-deurs sedan)
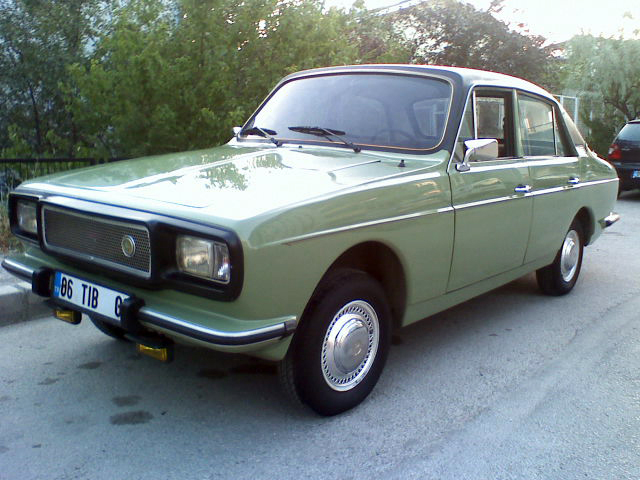
Anadol A 2 (4-deurs sedan)
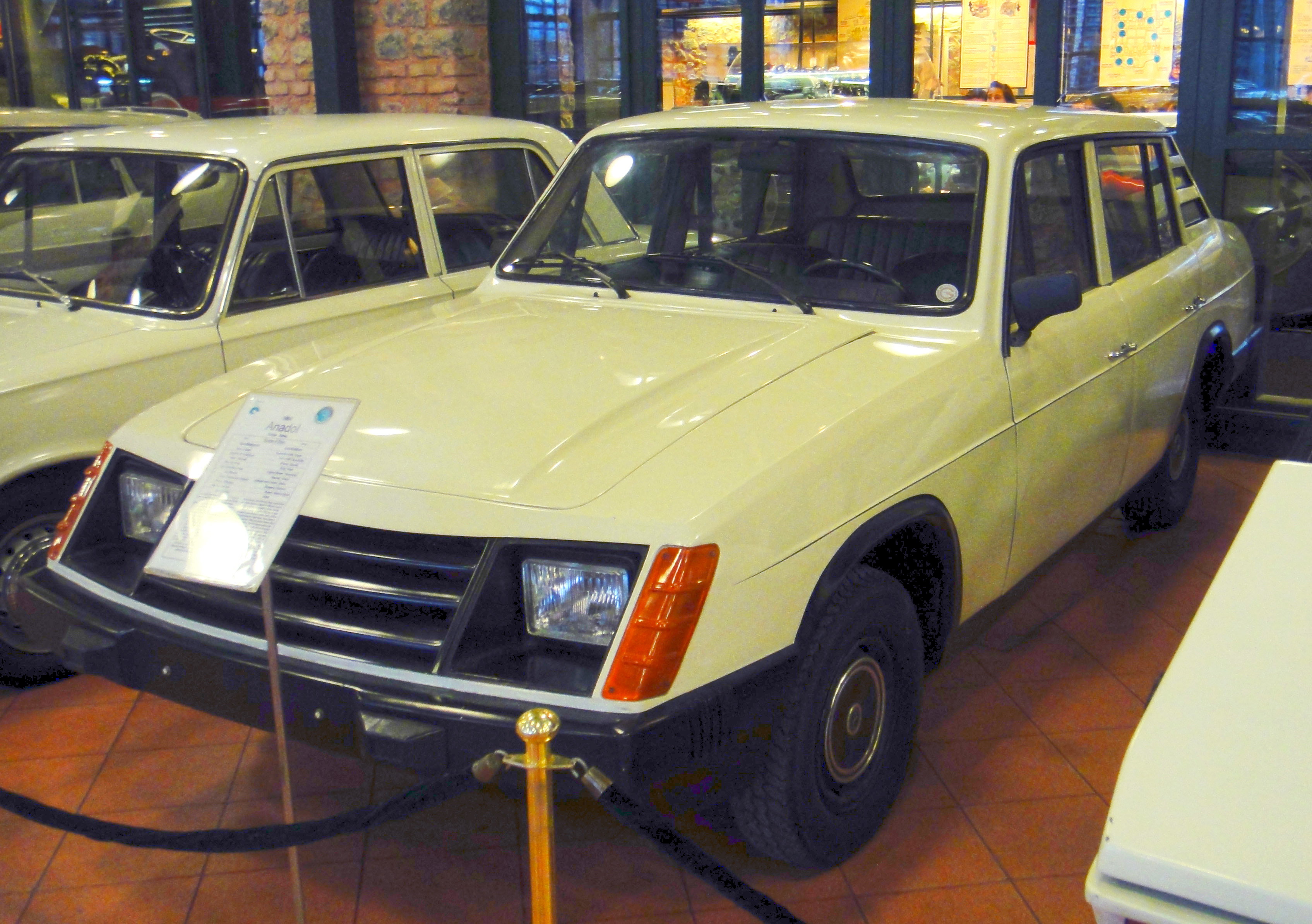
Anadol A 8-16 (1984, 4-deurs sedan)
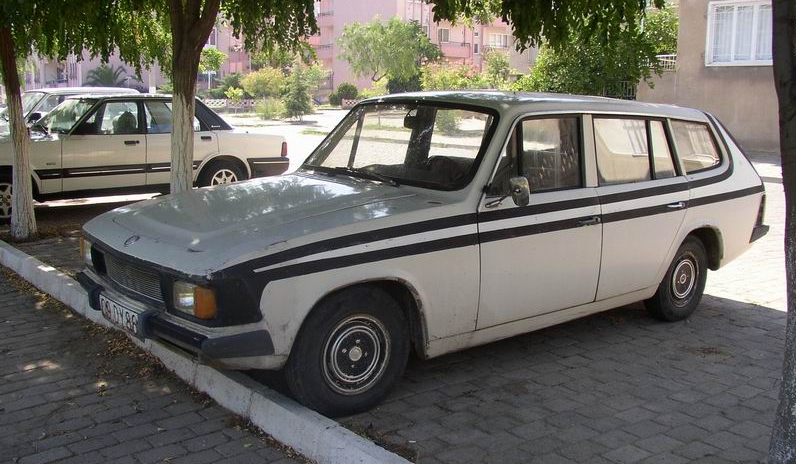
Anadol SV (stationwagen)
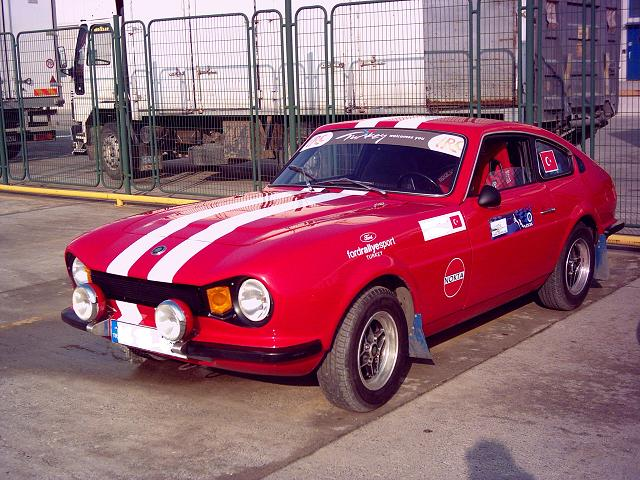
Anadol STC-16 (coupé)
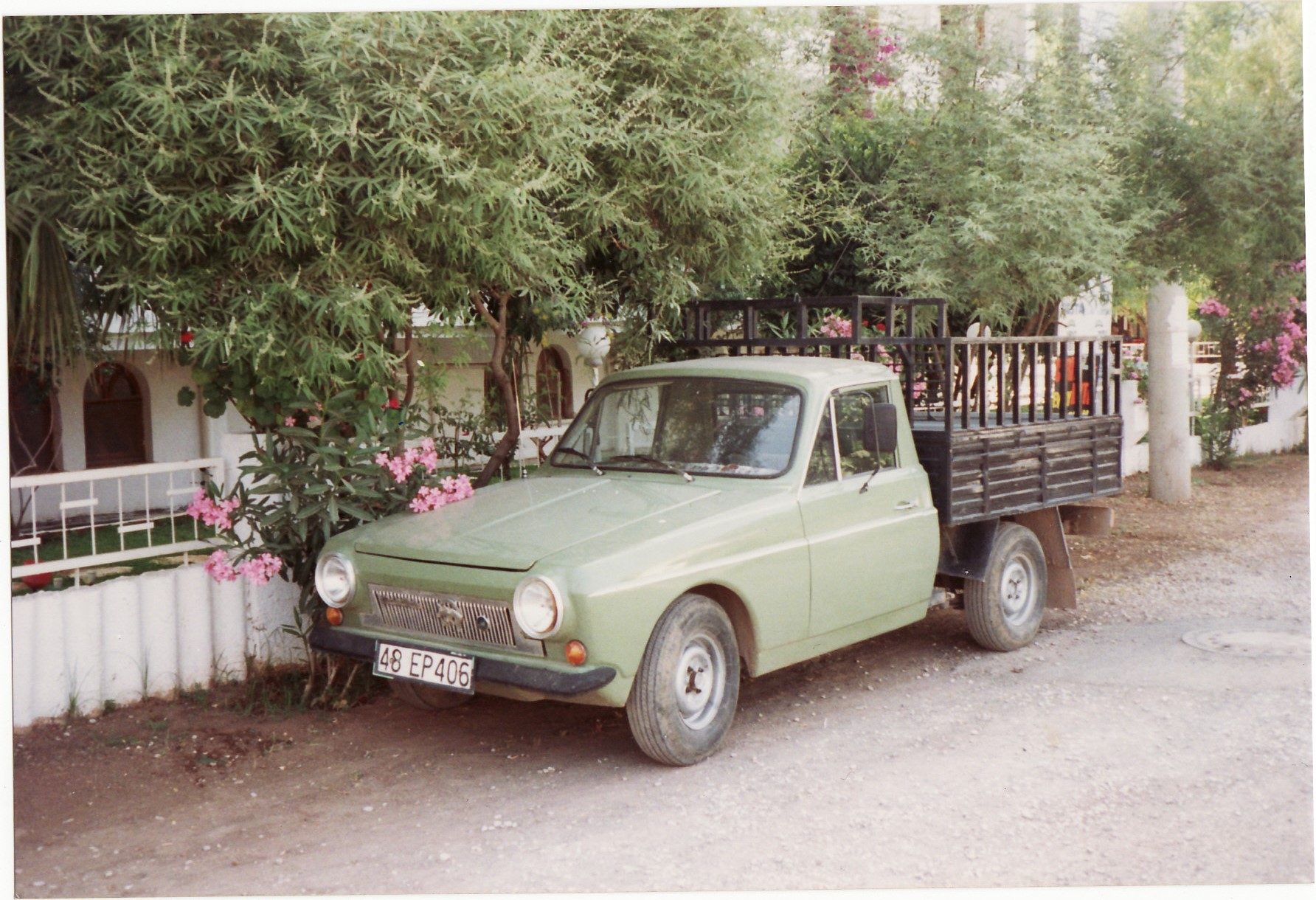
Anadol P 2 (pick-up)
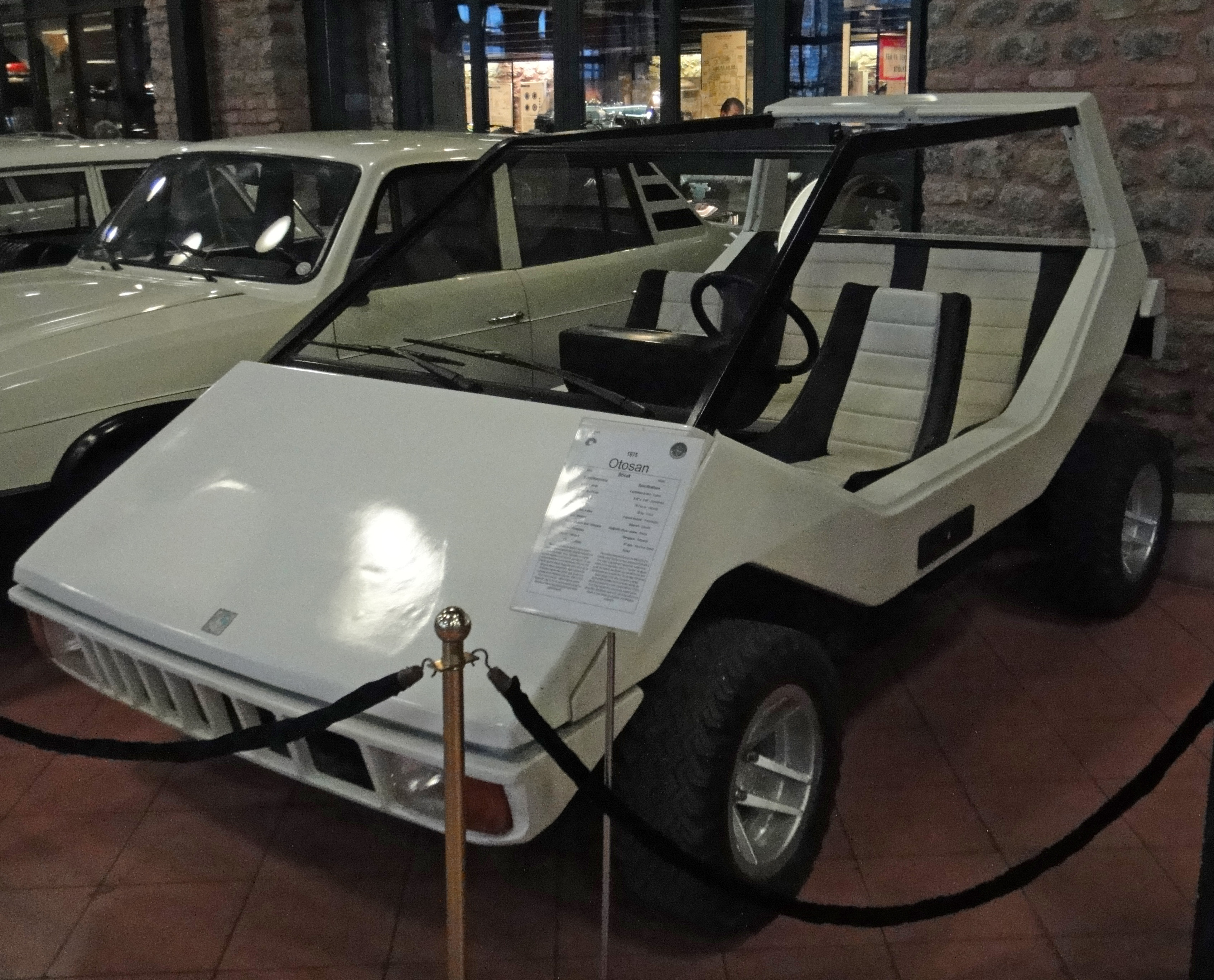
Anadol Böcek (1975, strandauto)